# Stanisław Masternak
Stanisław Kazimierz Masternak (ur. 22 lutego 1946 w Samborcu, zm. 16 sierpnia 2022 w Sandomierzu) – polski polityk, rolnik i samorządowiec, poseł na Sejm II i III kadencji.

## Życiorys
Syn Stanisława i Marianny. Ukończył w 1965 Technikum Mechanizacji Rolnictwa w Łańcucie. Zajmował się prowadzeniem indywidualnego gospodarstwa rolnego. Wstąpił do Polskiego Stronnictwa Ludowego, z jego ramienia w 1993 i 1997 uzyskiwał mandat posła na Sejm II i III kadencji z okręgu tarnobrzeskiego. W 2006 objął funkcję starosty powiatu sandomierskiego. W 2010 uzyskał mandat radnego Sejmiku Województwa Świętokrzyskiego, którego nie objął w związku z ponownym wyborem na urząd starosty. W 2014 radni powiatu po raz kolejny powierzyli mu pełnienie tej funkcji, którą wykonywał do 2018. W styczniu 2015 został wykluczony z PSL, jednak w maju tego samego roku przywrócono mu członkostwo w partii.
Został pochowany na cmentarzu parafialnym w Samborcu.

## Odznaczenia
W 2004 otrzymał Złoty Krzyż Zasługi. W 2013 postanowieniem prezydenta RP Bronisława Komorowskiego został odznaczony Krzyżem Kawalerskim Orderu Odrodzenia Polski.